# Notophthiracarus grossus
Notophthiracarus grossus är en kvalsterart som beskrevs av Wojciech Niedbała 2006. Notophthiracarus grossus ingår i släktet Notophthiracarus och familjen Phthiracaridae. Inga underarter finns listade i Catalogue of Life.